# SS Sirius (1837)
O SS Sirius foi um navio a vapor com casco de madeira, construído em 1837 pela Robert Menzies & Sons of Leith, na Escócia, para a rota Londres-Cork operada pela Saint George Steam Packet Company. No ano seguinte, ele foi fretado para duas viagens pela British and American Steam Navigation Company.
O Sirius também foi muito importante no desenvolvimento das viagens transatlânticas. Sua viagem de Liverpool para Nova Iorque em 4 de abril inaugurou as viagens transatlânticas e da competição pela viagem mais rápida.
O Sirius naufragou no dia 16 de Janeiro de 1847 após colidir com rochas subaquáticas. O acidente levou a medidas mais rígidas de segurança como, por exemplo, a construção de faróis para orientar os navios.

## Características gerais
O Sirius tinha 56 metros de comprimento da proa até a popa e uma profundidade de retenção de 5,6 metros. Sirius tinha também uma boca de 7,5 metros e um calado de 4,6 metros. O navio podia carregar cerca de quatrocentas toneladas e possuía um peso de setecentas toneladas.
O Sirius foi um dos primeiros navios a vapor construídos com um condensador que permitia que ele utilizasse água doce, evitando a necessidade de fechar periodicamente suas caldeiras no mar para limpeza. Infelizmente, isso também resultou em alto consumo de carvão.

## Naufrágio
O Sirius naufragou em 16 de janeiro de 1847. Ele bateu em rochas em meio a uma densa névoa na Baía de Ballycotton, Irlanda. O único barco salva-vidas lançado estava muito sobrecarregado; inundado por mar agitado, os doze passageiros e dois tripulantes morreram afogados. A maioria dos 91 a bordo foram resgatados por corda passada até a costa, embora vinte vidas ao todo tenham sido perdidas. Em resposta à perda do Sirius, a necessidade de um farol entre Old Head Kinsale e Hook Head na costa sul da Irlanda foi reconhecida. O farol de Ballycotton, na ilha de Ballycotton, foi construído nos anos seguintes e iluminado em 1851. O Sirius foi posteriormente reerguido e desmontado.